# Dora Boothby
Penelope Dora Harvey Boothby, zamężna Geen (ur. 2 sierpnia 1881 w Finchley, zm. 22 lutego 1970 w Londynie) – tenisistka brytyjska, zwyciężczyni Wimbledonu w grze pojedynczej i podwójnej.
Czołowa zawodniczka brytyjska w okresie tuż przed I wojną światową, praworęczna, zdobyła wicemistrzostwo olimpijskie w Londynie (1908) w turnieju na kortach otwartych (przegrała w finale z Dorotheą Douglass Chambers). W turnieju na kortach krytych odpadła w ćwierćfinale po przegranej z Alice Greene.
Boothby triumfowała w grze pojedynczej na Wimbledonie w 1909, pokonując w finale specjalistkę deblową Agnes Morton 6:4, 4:6, 8:6. Rok później walczyła o zwycięstwo jako obrończyni tytułu w tzw. challenge round (z zawodniczką wyłonioną w turnieju pretendentek), ulegając zdecydowanie rodaczce Dorothei Douglass Chambers 2:6, 2:6. Z tą samą przeciwniczką przegrała w challenge round w 1911, kiedy role się odwróciły – to Boothby przystąpiła do pojedynku jako zwyciężczyni turnieju pretendentek (all comers). Finał z 1911 przeszedł do historii jako najbardziej jednostronne spotkanie w tej rundzie w historii – Douglass Chambers triumfowała 6:0, 6:0 w zaledwie 25 minut. Należy dodać, że identyczny rezultat w spotkaniu tych zawodniczek padł dwa tygodnie wcześniej, na turnieju w Beckenham.
W 1913 w parze z Winifred Slocock McNair została pierwszą zwyciężczynią gry podwójnej kobiet w turnieju wimbledońskim. Sukces został odniesiony dość szczęśliwie – w meczu finałowym przeciwniczki, Douglass Chambers i Charlotte Cooper Sterry, skreczowały przy stanie 4:6, 2:4.